# 오하시역 (후쿠오카현)
오하시역(일본어: 大橋駅)은 일본 후쿠오카현 후쿠오카시 미나미구에 위치한 서일본 철도 덴진오무타 선의 역이다. 역 번호는 T05이다.
특급을 포함한 전 영업 열차가 정차한다. 대부분의 우등 열차가 본 역에서 보통과 완급 접속을 하고 있다.

## 역사
- 1924년 4월 12일: 영업 개시.
- 1978년 3월 3일: 니시테쓰히라오 ~ 오하시 구간의 고가화로 급행 정차역이 되고, 그에 따라 역의 위치가 100m정도 동쪽으로 이전함.
- 1991년 3월 30일: 플랫폼 상에 대합실 신설.
- 2004년 3월 20일: 배리어 프리화.
- 2008년 5월 18일: IC카드 nimoca 공용 개시.
- 2015년 3월: 액정식 열차 안내 장치 사용 개시, 안내 방송 시스템 갱신.
- 2017년
  - 2월 1일: 역 번호 도입.
  - 8월 26일: 특급 정차역이 됨.

## 역 구조
섬식 승강장 2면 4선의 고가역이다. 후쿠오카(덴진)를 지난 후 처음으로 대피 가능한 역이며, 일부 보통이 본 역에서 특급, 급행을 대피하고 있다. 오무타 방향으로는 회차선이 있다. 회송 열차도 설정 가능하다. 일부 열차 방향막에는 "급행 오하시"와 "보통 오하시"가 있지만 현재 정기 운행의 회송 열차는 설정되지 않았다. 다만, 사고나 재해 등에 의한 불통 구간이 생겼을 경우, 오하시 역에서 회송 운전을 하는 것이 있다.

### 승강장
| 1 | ■ 덴진오무타 선 | 하행 | 구루메・오무타・(일부 다자이후 선 직통 다자이후) 방면 | 대피선 |
| 2 | ■ 덴진오무타 선 | 하행 | 구루메・오무타・(일부 다자이후 선 직통 다자이후) 방면 |        |
| 3 | ■ 덴진오무타 선 | 상행 | 후쿠오카(덴진) 방면                                   |        |
| 4 | ■ 덴진오무타 선 | 상행 | 후쿠오카(덴진) 방면                                   | 대피선 |

## 이용 현황
| 연도 | 1일 평균 승차 인원 | 1일 평균 승하차 인원 |
| ---- | ------------------ | -------------------- |
| 1996 | 21,304             | 42,068               |
| 1997 | 20,904             | 41,274               |
| 1998 | 20,008             | 39,562               |
| 1999 | 19,459             | 38,582               |
| 2000 | 18,888             | 37,619               |
| 2001 | 18,589             | 37,016               |
| 2002 | 18,159             | 36,145               |
| 2003 | 18,251             | 36,270               |
| 2004 | 17,545             | 34,975               |
| 2005 | 17,411             | 34,649               |
| 2006 | 17,427             | 34,855               |
| 2007 | 17,126             | 34,325               |
| 2008 | 17,175             | 34,510               |
| 2009 | 17,058             | 34,309               |
| 2010 | 17,137             | 34,563               |
| 2011 | 16,913             | 34,120               |
| 2012 | 17,041             | 34,400               |
| 2013 |                    | 35,162               |
| 2014 |                    | 34,470               |
| 2015 |                    | 35,355               |
| 2016 |                    | 35,680               |

## 역 주변
- 국도 제385호선
- 후쿠오카 시 미나미 구청
- 후쿠오카 시 미나미 체육관
- 후쿠오카 시 미나미 도서관
- 규슈 추오 병원
- 규슈 대학 오하시 캠퍼스
- 준신가쿠엔 대학
- 준신 단기 대학
- 고란 여자 단기 대학

## 사진

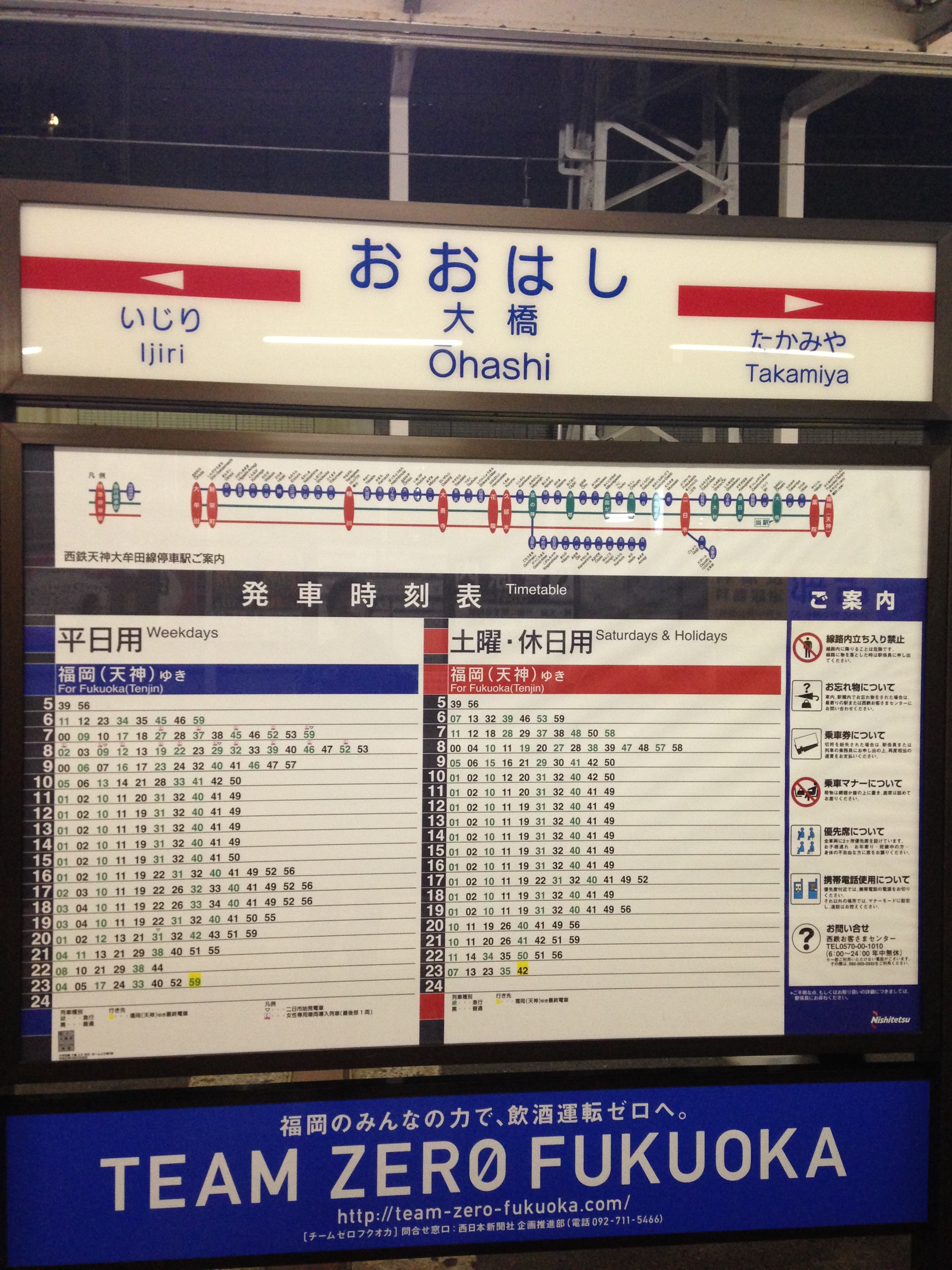
역명판

## 인접역
| 서일본 철도 ■ 덴진오무타 선               | 서일본 철도 ■ 덴진오무타 선 | 서일본 철도 ■ 덴진오무타 선        |
| ----------------------------------------- | --------------------------- | ---------------------------------- |
| T02 야쿠인 니시테쓰 후쿠오카(덴진) 방면   | ■ 특급                      | 니시테쓰후쓰카이치 T13 오무타 방면 |
| T02 야쿠인 니시테쓰 후쿠오카(덴진) 방면   | ■ 급행                      | 가스가바루 T09 오무타 방면         |
| T04 다카미야 니시테쓰 후쿠오카(덴진) 방면 | ■ 보통                      | 이지리 T06 오무타 방면             |